# Nu.Clear
Nu.Clear — четвёртый мини-альбом (пятый в целом) южнокорейской гёрл-группы CLC. Альбом должен был быть выпущен в цифровом и физическом виде 30 мая 2016 года Cube Entertainment, но продажа физических копий альбома была перенесена на 3 июня 2016 года, чтобы изменить аранжировки песен. Альбом содержит шесть треков.
Название «Nu.Clear» представляет собой слова «New» и «Clear» (которые взяты из названия CLC, CrystaL Clear). Это означает, что музыкальная трансформация CLC является полной группой из 7 участниц, с бывшей участницей Produce 101, Квон Ынби, наконец, присоединившись к ним.

## Композиции
Ведущий сингл альбома, «No Oh Oh», был спродюсирован хит-композиторами Shinsadong Tiger и Beom & Nang. «No Oh Oh»-это танцевальный трек, состоящий из простых минорных кодов и звуков, полных поворотов с сильно захватывающим богатым звуковым хором. Лирика изображает чувство застенчивой девушки, влюбляющейся.
Следы «What Planet Are You From?» и «One, Two, Three»
и «один, два, три» находятся в новом жанре Нью-джек-свинг. «Day by Day» имеет теплый деревенский ритм, который выражает застенчивое чувство влюбленной девушки. «Dear My Friend» это поп-песня среднего темпа, гармонирующая с звуками акустической гитары и синтезатора, посылающая теплые и благодарные сообщения друзьям. «It’s Too Late» — это балладная песня, с элементами рок-музыки, об истории девушки, которая посылает сообщение своему любимому человеку, что она больше не заботится о нем.

## Промоушен
Презентация альбома состоялась 30 мая в Центре искусств Lottecard. Группа исполнила трек «High Heels» со своего предыдущего альбома Refresh, а также исполнила свои новые песни «No Oh Oh» и «One, Two, Three». Группа выступила в 189-м эпизоде Music Show Champion, исполнив как «No Oh Oh», так и «One, Two, Three».
17 июня член Ынби не смогла присутствовать на мероприятии и объявила, что она временно прекратит продвижение группы из-за проблем со здоровьем. Она присоединилась к группе 22 июня, после выздоровления. Группа закончила свой промоушен 8 июля, с последним выступлением на Music Bank.

## Трек-лист
| №                   | Название                                       | Текст песни                                              | Музыка                          | Arrangement                     | Длительность |
| ------------------- | ---------------------------------------------- | -------------------------------------------------------- | ------------------------------- | ------------------------------- | ------------ |
| 1.                  | «What Planet Are You From?» (어느 별에서 왔니) | Son Youngjin, Jo Sungho, Jang Yeeun (rap making)         | Son Youngjin, Jo Sungho         | Son Youngjin, Jo Sungho         | 3:10         |
| 2.                  | «No Oh Oh» (아니야)                            | Shinsadong Tiger, Beom & Nang, Jang Yeeun (uncredited)   | Shinsadong Tiger, Beom & Nang   | Shinsadong Tiger                | 3:43         |
| 3.                  | «One, Two, Three» (하나, 둘, 셋)               | Seo EBum, Lee Sangchul, BPM                              | Seo EBum, Lee Sangchul, BPM     | Seo EBum, Lee Sangchul, BPM     | 3:36         |
| 4.                  | «Day By Day»                                   | Big Sancho, Son Youngjin, Ferdy, Jang Yeeun (rap making) | Big Sancho, Son Youngjin, Ferdy | Big Sancho, Son Youngjin, Ferdy | 3:50         |
| 5.                  | «Dear My Friend»                               | Jo Sungho, Ferdy                                         | Jo Sungho, Ferdy                | Jo Sungho, Ferdy                | 3:26         |
| 6.                  | «It's Too Late» (진작에)                       | Ferdy, Jang Yeeun (rap making)                           | Ferdy                           | Ferdy                           | 3:32         |
| Общая длительность: | Общая длительность:                            | Общая длительность:                                      | Общая длительность:             | Общая длительность:             | 21:17        |